# Gaston Wallaert
Gaston Joseph Wallaert (Brussel, 1889 - Hasselt, 1954) was een Belgische kunstschilder en schrijver.

## Biografie
Wallaert volgde een opleiding aan de Académie des Beaux-Arts te Brussel tussen 1906 en 1910. Hij was enige tijd werkzaam in Halen. Daarna genoot hij een Darchis beurs en verbleef in Rome in 1929. Later was hij werkzaam te Hasselt. Zijn woning daar, aan de Kuringersteenweg (thans huisnr. 223), kan je nog steeds herkennen aan het door hem geschilderde vrouwenportret boven de voordeur.

## Werken

### Schilder werken
Werken van hem hangen onder andere in de Sint-Juliaan der Vlamingen, de kerken van Eksel en Uikhoven en bevinden zich ook in de collectie van museum  Het Stadsmus (Hasselt) .

### Publicaties[2]
- Linneke, verzen en houtsneden (1939)
- Bij Memlinc op bezoek (1939)
- Dien ongewone winternacht (1944), een kerstverhaal
- Schoon Limburg, 14 etsen en droge naalden (1952),
- Eeuwig Italië (1953), reisverhaal
- Vertellingen uit Limburg van August Cuppens werd geïllustreerd met vijftig pentekeningen van zijn hand (1923), volksverhalen